# Calle 23 (línea de la Octava Avenida)
La Calle 23 es una estación en la línea de la Octava Avenida del Metro de Nueva York de la B del Brooklyn-Manhattan Transit Corporation. La estación se encuentra localizada en Chelsea, Manhattan entre la Calle 23 y la Octava Avenida. La estación es servida las 24 horas por los trenes del Servicio  y  y por el día y las noche excepción de las madrugadas por el servicio .